# Eucera alopex
Eucera alopex är en biart som beskrevs av Jean-Paul Risch 1999. Eucera alopex ingår i släktet långhornsbin, och familjen långtungebin. Inga underarter finns listade i Catalogue of Life.